# Dicaeum aureolimbatum
Dicaeum aureolimbatum е вид птица от семейство Dicaeidae. Видът не е застрашен от изчезване.

## Разпространение
Разпространен е в Индонезия.